# تشانغ جيان (لاعب كرة قدم)
تشانغ جيان هو لاعب كرة قدم صيني، ولد في عقد 1960.